# 이란 이슬람 공화국 방송

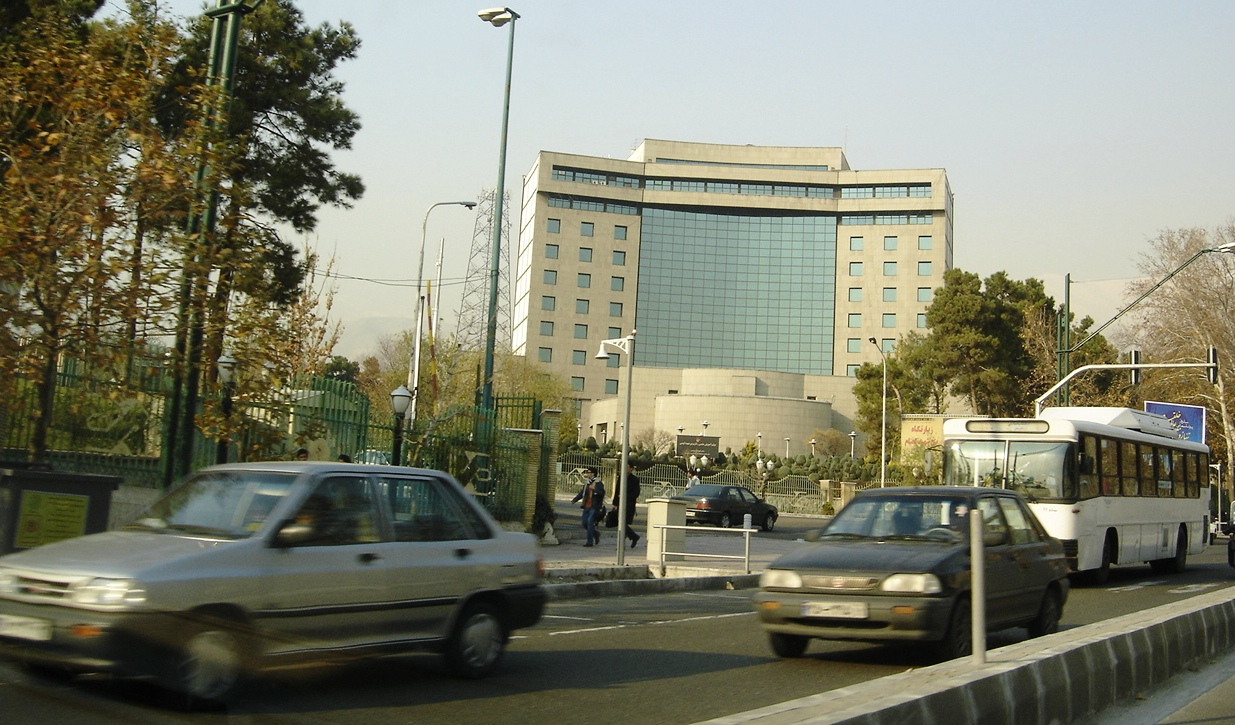

이란 이슬람 공화국 방송(페르시아어: سازمان صدا و سيمای جمهوری اسلامی ايران, Islamic Republic of Iran Broadcasting 약칭 IRIB)은 이란의 국영 방송국이다. 국내향 텔레비전, 라디오 방송 보도를 독자적으로 실시하고 있다.

## 연혁
- 1940년 라디오 이란 정식 개국.
- 1942년 라디오 테헤란으로 이름을 바꿈.
- 1946년 쿠르드어 방송 개국.
- 1971년 이란 국영 라디오 텔레비전 방송(National Iranian Radio ＆ TeleVision 약칭 NIRTV)으로 개칭
- 1979년 이란 이슬람 혁명으로 인해 이란 이슬람 공화국 방송국(Islamic Republic of Iran Broadcasting 약칭 IRIB)으로 개칭

## 국내방송
이란에서는 방송법으로 민영 방송을 금지하고 있어서, 이란 국내의 방송은 모두 국영 방송인 IRIB가 담당한다.